# Marcílio Marques Moreira
Marcílio Marques Moreira (Rio de Janeiro, 25 de novembro de 1931) é um economista, diplomata e político brasileiro.

## Biografia
Foi ministro da Fazenda do Brasil durante o governo Fernando Collor  de 10 de maio de 1991 a 02 de outubro de 1992 e presidente da Comissão de Ética Pública do governo Lula .

## Vida acadêmica
Marcílio Marques Moreira, filho do embaixador Mário Moreira da Silva e Noemia de Azevedo Marques Moreira da Silva, cursou o primário e secundário em Viena, Budapeste, Rio de Janeiro e Berna. Completou em 1954 o curso de Preparação à Carreira de Diplomata do Instituto Rio Branco e, em 1957, o de bacharel em direito da Universidade do Estado do Rio de Janeiro (UERJ).
Em 1963 concluiu mestrado em ciência política na Universidade de Georgetown, Washington D.C., com tese sobre Aspectos Sociais e Políticos do Desenvolvimento. Marcílio iniciou-se no magistério universitário em 1956, como professor de Direito Internacional na Universidade Cândido Mendes.
Em 1964 lecionou na Pontifícia Universidade Católica do Rio de Janeiro (PUC), e em 1975 na UERJ (ciência política), onde também exerceu entre outros os cargos de diretor do Centro de Ciências Sociais.
É membro honorário do Conselho Universitário da PUC e efetivo do Conselho de Administração da Universidade Católica de Petrópolis e do IBAM, entre outras instituições de caráter acadêmico e cultural no Brasil e nos Estados Unidos.
É Acadêmico com assento na Cadeira nº 12 da Academia Rotária de Letras da Cidade do Rio de Janeiro  e associado ao Rotary Club do Rio de Janeiro.

## Vida profissional
De 1957 a 1961 serviu como secretário na Embaixada do Brasil em Washington D.C., onde exerceu também as funções de diretor temporário do Fundo Monetário Internacional e do Banco Interamericano de Desenvolvimento. Foi assessor do Ministro da Fazenda na gestão de San Tiago Dantas (1963) e, até fins de 1965, assessor-geral de Operações Internacionais do BNDE.
Ao iniciar-se o governo Negrão de Lima assumiu a vice-presidência da Companhia Progresso do Estado da Guanabara - COPEG e, a partir do início de 1968, a presidência da Companhia de Desenvolvimento das Comunidades - CODESCO, empresa estadual dedicada a urbanização de favelas que ajudara a fundar. No final daquele ano licenciou-se do serviço público, sendo eleito vice-presidente do conglomerado UNIBANCO, função que exerceu até 1983, quando passou a integrar o conselho de administração do mesmo grupo financeiro.
De 1968 a 1971 foi diretor-financeiro do Museu de Arte Moderna do Rio de Janeiro e, de 1974 a 1980, membro do conselho do BNDE. Exerceu de 1986 a 1991 o cargo de embaixador do Brasil junto ao governo dos Estados Unidos.
Em 10 de maio de 1991, durante o governo Fernando Collor, tomou posse como ministro da Economia, Fazenda e Planejamento do Brasil, deixando o ministério em 2 de outubro de 1992. Em 1993 assumiu o cargo de sub-secretário para Políticas Públicas da Prefeitura da Cidade do Rio de Janeiro (primeira administração César Maia), cargo esse que ocupou até 1995.
De 2001 a 2005 foi Presidente da Associação Comercial do Rio de Janeiro e, de 2007 a 2008, e presidente do Conselho Empresarial de Políticas Econômicas da Casa de Mauá .
Durante sua carreira foi membro de Conselhos de diversas empresas e entidades, incluindo BRASILPAR, PREVER, Novotel, Club Mediterranée, IBM, Coca-Cola, R.J.Reynolds, Hoechst, General Electric, Textron, Embratel, Sendas, Cia. Cataguazes-Leopoldina, Energisa, Marsh & McLennan, American Banknote, Associação Cultural do Arquivo Nacional, Instituto Brasileiro de Ética Concorrencial, Santa Casa de Misericórdia do Rio de Janeiro e Fundação Getulio Vargas.

## Escritos
Autor
- Indicações para o Projeto Brasileiro (Rio de Janeiro, Tempo Brasileiro Ed., 1971)
- Poder, Liberdade e Desenvolvimento: Indicações para o Debate Brasileiro (Rio de Janeiro, Tempo Brasileiro Ed., 1980)
- De Maquiavel a San Tiago (Brasília, Universidade de Brasília Ed., 1981)[13]
- Confissão Liberal (Rio de Janeiro, P.E.N. Clube, 1984)[14]
- The Brazilian Quandary (New York, Twentieth Century Fund, 1986)
- Diplomacia, Política e Finanças: Depoimento ao CPDOC-FGV (Rio de Janeiro, Objetiva, 2001)
- Quixote no Planalto – O resgate da dignidade em tempos adversos (Rio de Janeiro, Edições de Janeiro, 2017)[15]

Organizador
- Perfil Parlamentar: San Tiago Dantas (Brasília, Câmara dos Deputados, 1983)
- Atualidade de San Tiago Dantas (São Paulo, Lettera.doc, 2005)
- Cultura das Transgressões no Brasil: Lições da História, org. em conjunto com Fernando Henrique Cardoso (Editora Saraiva, 2008)

Colaborador
- Aggressive Unilateralism, org. por Jagdish Bhagwati and Hugh T. Patrick (Ann Arbor: The University of Michigan Press, 1990)
- O Futuro do Brasil: A América Latina e o fim da Guerra Fria, org. por José Álvaro Moiséis (Rio de Janeiro: Paz e Terra, 1992)
- In the Shadow of the Debt: Emerging Issues in Latin America (New York: The Twentieth Century Fund Press (1992)
- Desenvolvimento, Tecnologia e Governabilidade, org. por João Paulo dos Reis Veloso (São Paulo: Nobel, 1994)
- Brazil: At the Turning Point, editado por Colleen S. Morton (La Jolla, Institute of the Americas, 1995)
- Diplomacia para o Desenvolvimento, 2º vol. de Sessenta Anos de Política Externa: 1930-1990 org. por José Augusto Guílhon Albuquerque (São Paulo: USP, 1996)
- National Perspectives on the New Regionalism in the South, United Nations University, publicado por Palgrave-Macmillan Group, UK, 2000.
- Globalização, Desenvolvimento e Equidade, Fundação Calouste Gulbenkian (Lisboa: Publicações D. Quixote, 2001).
- Investimentos em Educação, Ciência e Tecnologia, organizado por Jorge Werthein e Celio da Cunha (Brasília, UNESCO, Ministério da Educação, Instituto Sangari, 2004).
- Por Que o Brasil Não É Um País de Alto Crescimento?, org. por João Paulo dos Reis Veloso (Jose Olympio, 2006)
- Chegou a Vez do Brasil?: Oportunidade para a Geração de Brasileiros que Nunca Viu o País Crescer, org. por João Paulo dos Reis Veloso (Jose Olympio, 2007)
- A Crise Global e o Novo Papel Mundial dos BRICS, org. por João Paulo dos Reis Veloso (Jose Olympio, 2009)

Prefaciador
- Brilho nos Olhos: Dez Anos de transformações na visão de grandes executivos (São Paulo: A.T.Kearney, 2003)
- O Encilhamento: Anatomia de uma Bolha Brasileira, de Ney Carvalho (Rio de Janeiro e São Paulo: Comissão Nacional de Bolsa e BOVESPA, 2004).